# Rodarte
Rodarte (произношение [roda:rte]; «Рода́рте») — американский бренд одежды и аксессуаров, основанный сестрами Кейт и Лорой Малливи со штаб-квартирой в Лос-Анджелесе, Калифорния, США.
С момента основания линии в 2005 году бренд получил ряд наград в индустрии моды. В дополнение к своей основной линии одежды, сестры также сотрудничали с Gap и Target в создании изделий ограниченным тиражом.

## История
В 2002 году, после окончания колледжа, сестры Малливи вернулись домой в Аптос, штат Калифорния, где они провели последующие годы, накопив 16 500 долларов на создание капсульной коллекции. Лора работала официанткой, а Кейт распродавала коллекцию редких пластинок. Название Rodarte ― это оригинальное испанское произношение и написание девичьей фамилии их матери, Родарт.
После того, как их первоначальная коллекция состояла всего из десяти предметов (в которую входили семь платьев и два пальто), Малливи отправились в Нью-Йорк и появились на обложке февральского номера журнала Women's Wear Daily за 2005 год. Это привело к их встрече с главным редактором Vogue Анной Винтур, которая лично прилетела в Лос-Анджелес, чтобы встретиться с сестрами.
Сестры Малливи прославились своим тщательным подходом к одежде: на создание одного шифонового платья из их коллекции 2006 года ушло более 150 часов. Весной 2007 года лейбл выпустил линию эксклюзивных футболок ограниченным тиражом в сотрудничестве с Gap. В декабре 2009 года лейбл выпустил еще одну отдельную линию изделий ограниченным тиражом в сотрудничестве с Target.

## Стиль и влияние
Они обе считают, что их жизнь на Западном побережье стала главным источником вдохновения для их коллекций. Природный американский ландшафт особенно вдохновляет сестер. Эстетическое влияние Rodarte развивалось с момента основания лейбла, и в 2010 году их эволюция была описана как более мрачная, их одежда стала более рискованной, более деконструированной, панк и готической. Каждая новая коллекция была более странной, чем предыдущая, на нее повлияли аниме и фильмы ужасов, а также элементы садомазохистской культуры. В статье, опубликованной The New Yorker, лейбл был описан как модный эквивалент Basquiat. Знающим людям это действительно нравится, но для всех остальных это непостижимо или немного уродливо.

## Выставки
Работы сестёр находятся в постоянных коллекциях Института костюма Музея искусств Метрополитен, Музея Технологического института моды в Нью-Йорке, художественного музея округа Лос-Анджелес, и Музея изящных искусств в Бостоне. Осенью 2007 года бренд был представлен на выставке BLOGMODE в Институте костюма Метрополитен-музея, а также на нескольких выставках в музее FIT, включая «Роскошь» весной 2007 года, «Готика: темный гламур» осенью 2008 года и «Красота по-американски: эстетика и инновации в моде» весной 2010 года. На биеннале моды в Арнеме в июле 2007, 2009 и 2011 годов были представлены виньетки Rodarte. В 2013 году Бостонский музей изобразительных искусств представил бело-голубое платье с вышивкой «Весна-2011» и туфли с принтами. В 2013 году на выставке Института костюма Метрополитен-музея «Панк: от хаоса к моде» 2013 были представлены 4 образа из весенних коллекций Rodarte 2009 и осенних коллекций 2008.
В 2008 году о Rodarte было объявлено в журнале Artforum, что сделало сестер Малливи первыми модельерами, представленными в журнале, после Иссэй Миякэ в 1982 году. В феврале 2010 года состоялась их первая персональная выставка в музее Купера-Хьюитта (отдел дизайна Смитсоновского института).
В мае 2011 года Rodarte представил свои работы для проекта «Истории мобильных телефонов» Музея искусств округа Лос-Анджелес. Их вклад включал эскизы, основанные на произведениях искусства, хранящихся в постоянной коллекции LACMA.
В феврале 2011 года в Музее современного искусства Лос-Анджелеса открылась выставка «Rodarte: States of Matter», первая на Западном побережье выставка модных дизайнов и костюмов Rodarte осени 2008, весны 2010, осени 2010 года, а также фрагменты из фильма «Черный лебедь».
В 2011 году Художественный музей округа Лос-Анджелес (LACMA) приобрел кутюрную коллекцию Rodarte Spring 2012.С декабря 2011 по февраль 2012 года LACMA демонстрировала одежду в стиле ренессанса в своей галерее итальянского ренессанса наряду с произведениями искусства итальянского ренессанса на выставке Rodarte: коллекция Фра Анджелико.